# Mehmed Zaim
Mehmed Zaim (1532 - després de 1578) fou un historiador otomà. Des dels onze anys va participar en diverses campanyes militars a Europa. En la campanya del 1554 a Pèrsia hi va participar com a secretari del governador de Síria Tekli Oghlu Mehemmed i el 1565 fou secretari del gran visir Sokollu Mehmed Pasha (1565-1579) i va escriure el relat de la mort de Selim II i la pujada al tron de Murat III el 1574. El 21 de març de 1577 va començar a escriure una obra històrica sobre els turcs i la va acabar el febrer de 1578, amb el títol Humayi djami al-tawarikh, en què copia a vegades altres autors, però des de 1543 relata fets que va viure com a testimoni directe, i fins al mateix febrer de 1578.

## Nota
1. ↑  A l'Enciclopèdia de l'Islam, VI, 999, diu el 1555 però com que en aquesta data Sokollu Mehmet Paşa no era gran visir, es tractaria d'un error per 1565, si bé sembla indicar en un altre paràgraf que en realitat va ser secretari el 1570 al lloc de Feridun Ahmed Bey